# بخش مرکزی شهرستان خرم‌بید

بخش مرکزی شهرستان خرم‌بید یکی از بخش‌های شهرستان خرم‌بید در استان فارس ایران است.

## تقسیمات کشوری
- بخش مرکزی شهرستان خرم‌بید
  - دهستان خرمی
  - دهستان قشلاق

شهر: صفاشهر

## جمعیت
بنابر سرشماری مرکز آمار ایران، جمعیت بخش مرکزی شهرستان خرم بید در سال ۱۳۹۵ برابر با ۳۲،۱۷۲ نفر بوده‌است.